# The Tuba Trio Chronicles Volume II
The Tuba Trio Chronicles Volume II ist ein Musikalbum von Joseph Daley. Die Aufnahmen erschienen am 1. Januar 2024 auf Daleys eigenem Label JoDaMusic. Es war das letzte Album, das Daley, der im August 2025 starb, zu Lebzeiten veröffentlichte.

## Hintergrund
Daleys Werk als Komponist und Leiter größerer Ensembles kam zunächst in den Alben The Seven Deadly Sins (2010) und The Seven Heavenly Virtues (2013) zum Ausdruck (die er einige Jahre später erneut revidiert veröffentlichte), und schließlich in der ersten Ausgabe von The Tuba Trio Chronicles (2015). The Tuba Trio Chronicles: Volume II schließt daran an; der Tubist und Posaunist Joe Daley (auch Euphonium, Piano, Flöte, Perkussion) spielte wiederum mit Scott Robinson (Tenor-, Bass- und Kontrabasssaxophon, Flöte), Warren Smith (Vibraphon, Marimba, Timpani, Perkussion), aber auch mit Bill Cole (Nagaswaram, Didgeridoo, Flöte), Craig Harris (Posaune, Didgeridoo, Flöte, Stimme, Perkussion), Althea Sully Cole (Kora) und Sarah Sully (Stimme).

## Titelliste
- Joseph Daley: The Tuba Trio Chronicles Volume II (JoDaMusic 001)

1. Affirmation 18:54
2. Remembrance 3:29
3. Morte Io Ti Maledico 5:05
4. Liberation 3:16
5. Depth 7:38
6. Precious Naomi 5:10
7. Better Days 3:46
8. Reality 8:15
9. Ode to Life (Don Pullen) 5:38

Wenn nicht anders vermerkt, stammen die Kompositionen von Joseph Daley.

## Rezeption
Auf Tuba Trio Chronicles: Volume II sind seine musikalischen Erfindungen Explosionen leuchtender Klangfarben und resonanter Ausklingphasen, schrieb Raul da Gama (The Canadian Magazine). Und er habe im Alleingang ein Vokabular geschaffen – zweifellos inspiriert von seinen musikalischen Vorfahren aus New Orleans –, das von seinen jüngeren Nachfolgern – dem unnachahmlichen Jacob Garchik, Ben Stapp und anderen – begierig aufgegriffen wurde, die alle ihr Interesse an nicht-westlicher Musik stillschweigend Herrn Daleys weitreichendem Vorbild verdanken. Das Album biete ausgedehnte musikalische Erkundungen, angeführt von Daleys dunklen Intonationen auf der Tuba, die durch das Brüllen und Grollen der Bass- und Kontrasaxophone <sic!> weiter erkundet würden, gespielt von ihrem herausragenden Vertreter Scott Robinson. Doch die spirituelle dunkle Nacht der Seele in Daleys Konzeptionen berge auch eine Fröhlichkeit, die ätherischer augustinischer Ekstase gleiche – nicht nur im Eröffnungsstück „Affirmation“, sondern auch in „Better Days“ und der absolut meisterhaften, von der Tuba angeführten Interpretation von „Ode to Life“ des legendären Pianisten Don Pullen, einem wunderschönen, bittersüßen Werk, das hervorragend zu Daleys Kunst passe, sowohl hinsichtlich seiner Affinität zur Sinnlichkeit als auch zur Spiritualität in der Musik.
Diese Musik wäre ohne den großartigen Perkussions-Koloristen und Zauberer der Schlaginstrumente Warren Smith nicht so ergreifend, so Da Gama weiter. Wenn Daleys Musik wie geschmolzenes metallisches Gold glänze, dann liege das daran, dass sie an Smiths Marimba und sein speziell konstruiertes und gestimmtes Vibraphon erinnert. Der großartige Bill Cole verleihe diesen Tuba Trio Chronicles mit seinen chinesischen und indischen Holzblasinstrumenten eine besondere räumliche Dimension.